# Joseph Siravo
Joseph Siravo (Washington, 11 marzo 1955 – 11 aprile 2021) è stato un attore statunitense.

## Biografia
Caratterista specializzato in ruoli da italoamericano (la sua famiglia paterna era originaria di Colli a Volturno, in Molise), è ricordato soprattutto per l'interpretazione di Vinnie Taglialucci, il mafioso assetato di vendetta nei confronti dell'avvocato corrotto David Kleinfeld (Sean Penn) e di Carlito Brigante (Al Pacino) in Carlito's Way di Brian De Palma, così come anche per il ruolo di Johnny Boy Soprano, padre di Tony nella pluripremiata serie televisiva dell'HBO I Soprano. Nel 2005 recita a Broadway nel musical The Light in the Piazza.

## Filmografia parziale

### Attore

#### Cinema
- Carlito's Way, regia di Brian De Palma (1993)
- Parlando e sparlando (Walking and Talking), regia di Nicole Holofcener (1996)
- Tredici variazioni sul tema (Thirteen Conversations About One Thing), regia di Jill Sprecher (2001)
- Come d'incanto (Enchanted), regia di Kevin Lima (2007)
- The Report, regia di Scott Z. Burns (2019)

#### Televisione
- Squadra emergenza (Third Watch) - serie TV, 1 episodio (2000)
- Law & Order - I due volti della giustizia (Law & Order) - serie TV, 4 episodi (1992-2000)
- I Soprano (The Sopranos) - serie TV, 5 episodi (1999-2007) - Johnny Boy Soprano
- Law & Order - Il verdetto (Law & Order: Trial by Jury) - serie TV, 1 episodio (2005)
- Made in Jersey - serie TV, 5 episodi (2012)
- The Blacklist - serie TV, 2 episodi (2014)
- For Life – serie TV, 5 episodi (2020)

### Doppiatore
- Shark Tale, regia di Bibo Bergeron, Vicky Jenson e Rob Letterman (2004)
- Uno zoo in fuga (The Wild), regia di Steve 'Spaz' Williams (2006)

## Doppiatori italiani
Nelle versioni in italiano delle opere in cui ha recitato, Joseph Siravo è stato doppiato da:
- Antonio Palumbo ne I Soprano, For Life
- Saverio Indrio in In Treatment, Blue Bloods
- Maurizio Romano in Law & Order - I due volti della giustizia
- Gioacchino Maniscalco in Carlito's Way
- Mario Scarabelli in Sentieri
- Enrico Bertorelli in Law & Order: Criminal Intent (ep. 1x08)
- Domenico Brioschi in Law & Order: Criminal Intent (ep. 5x21, 9x13)
- Ambrogio Colombo in The Blacklist
- Achille D'Aniello in The Report

Da doppiatore è sostituito da:
- Pasquale Anselmo in Uno zoo in fuga
- Roberto Draghetti in Shark Tale